# Гаучо

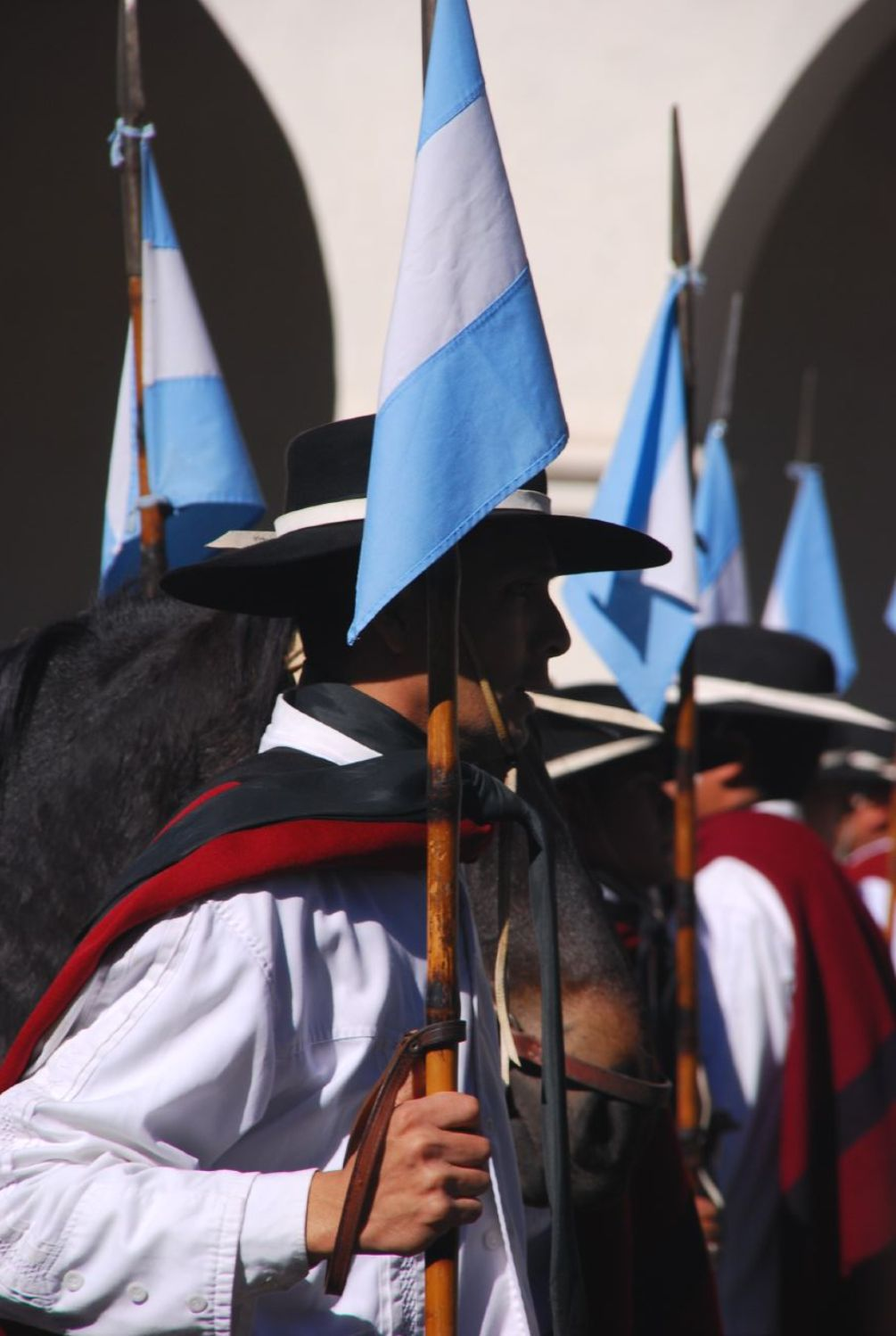
Аргентинський гаучо

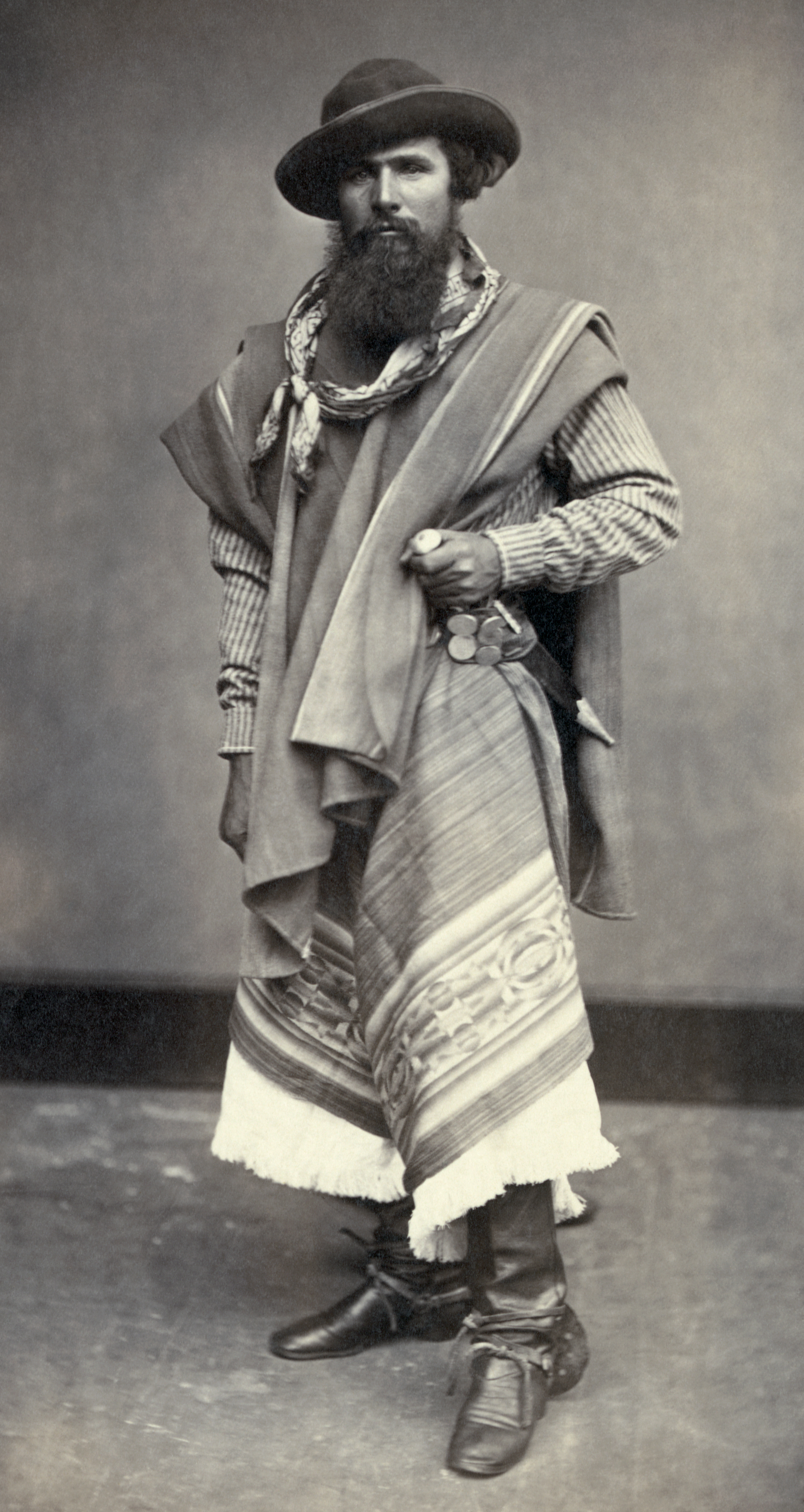
Гаучо. 1868 р.

Га́учо (ісп. gaucho, порт. gaúcho; іноді: гаушо) — скотарі, переважно, мешканці південноамериканських пампасів, Гран-Чако або патагонських степів, головним чином на території Аргентини, Уругваю, Південного Чилі і бразильського штату Ріу-Гранді-ду-Сул. У Бразилії цей термін використовується до всіх мешканців цього штату. У Болівії гаучо називають усіх аргентинців.
Термін «гаучо» — приблизний еквівалент північноамериканського терміна «ковбой». З'явився в XVIII ст. Як і англ. cowboy у мові американців США , венесуельське і колумбійське ісп. llanero, чилійське ісп. huaso та мексиканське ісп. vaquero, — термін набув популярності в XIX ст. і зараз використовується, коли мова йде про давні часи. У XIX ст. гаучо становили більшість сільського населення пампасів, випасаючи рогату худобу та займаючись сільським господарством.
Жінок гаучо традиційно називають «чіна» (від кеч. china — дівчина), пайсана, гвайна, гауча, пренда.
Гаучо відігравали важливу роль у заселенні Аргентини й Уругваю, війнах за незалежність, розвиткові культури цих країн, зокрема літератури. Найяскравішим прикладом літератури гаучо є «Мартін Ф'єрро» (1872). На початку XX ст. гаучо практично зникли.

## Походження і історія терміна
Є кілька гіпотез щодо походження терміна «гаучо». За однією з них він походить від слова кеч. «huachu» — сирота, кочовик, або від арабського «chaucho» (вид батога, що використовувався при випасі тварин). В арабів-мудехарів, які входили до числа колонізаторів Південної Америки, також існувало слово «hawsh», яке означало пастуха і кочовика. У мові андалусійських циган кало також є споріднене слово «gacho», яке означає селянина.
Перші письмові згадки про гаучо припадають на початок XVII ст. Тоді для їх позначення використовувалися терміни «mancebos», «mancebos de la tierra», «moços perdidos», «moços vagabundos», «criollos de la tierra», «changador». У середині XVII ст. для цієї соціальної групи використовувався латинізований термін «gauderio». Перші згадки терміна «гаучо» в офіційних документах датуються 1771 роком.
Наприкінці XVIII — на початку XIX століття слово «гаучо» поширилося по всій колонізованій території Південної Америки для позначення вільних робітників, які вирощували худобу у пампасах. Спочатку термін мав зневажливий відтінок, але вже у 1820-1830-х роках воно почало його втрачати завдяки Хосе Артігасу, лідеру Федералістської партії Аргентини.
1833 року Чарльз Дарвін відвідав Південну Америку у рамках своєї навколосвітньої подорожі на кораблі «Бігль». У своїй книзі він описав гаучо і зазначив, що це слово є загальновживаним на Лаплатській низовині і в Патагонії. Також Дарвін писав, що Хуан Мануель де Росас, який вдягався і поводив себе як гаучо, мав завдяки цьому безмежну популярність в Аргентині.
1845 року Домінго Фаустіно Сарм'єнто видав книгу «Факундо», де описав і проаналізував життя каудільйо Факундо Кіроги, а також побут і культуру гаучо аргентинської пампи.

## Життя гаучо

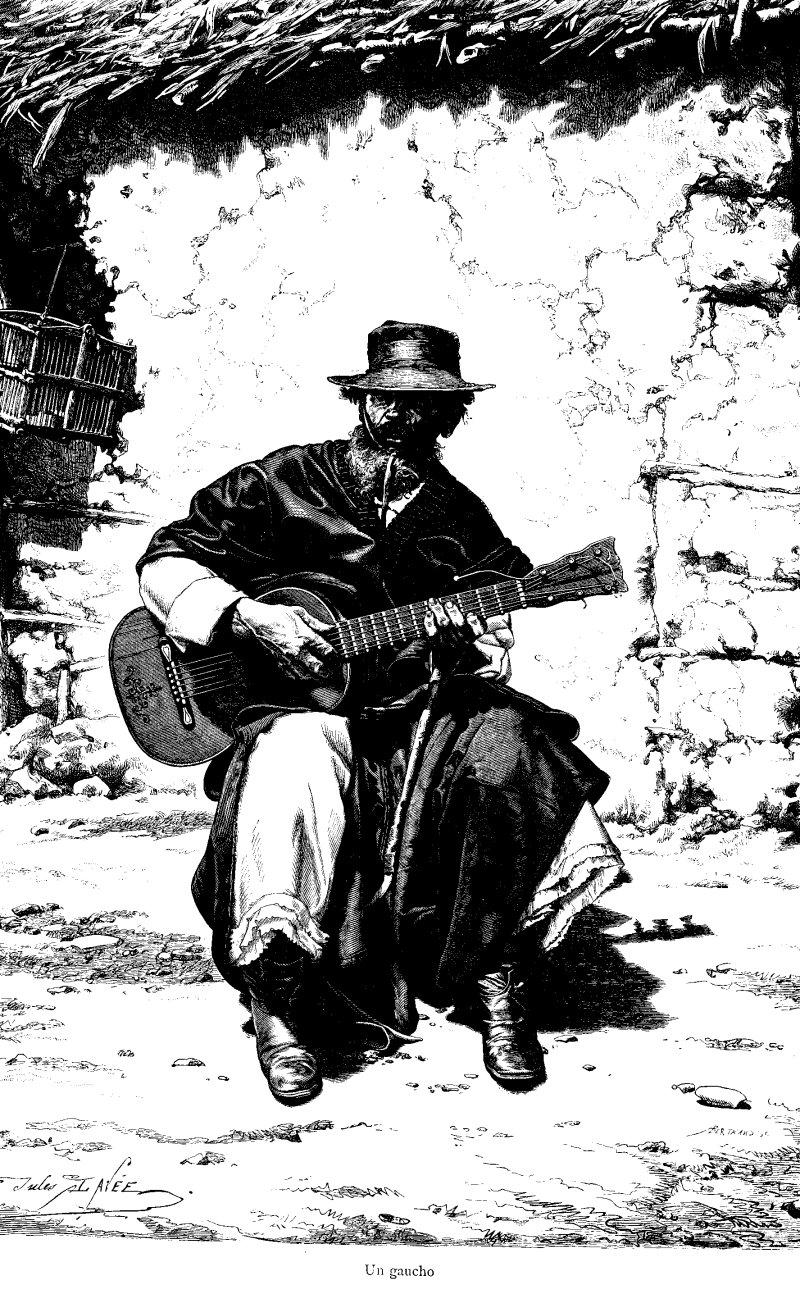
Гаучо з гітарою

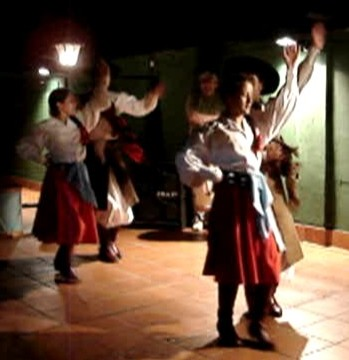
Замба
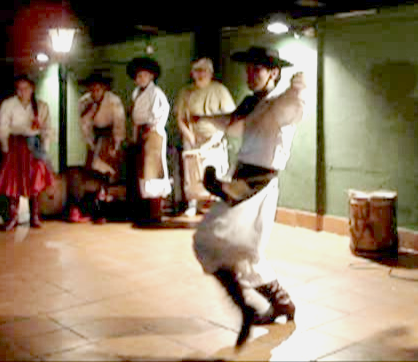
Маламбо
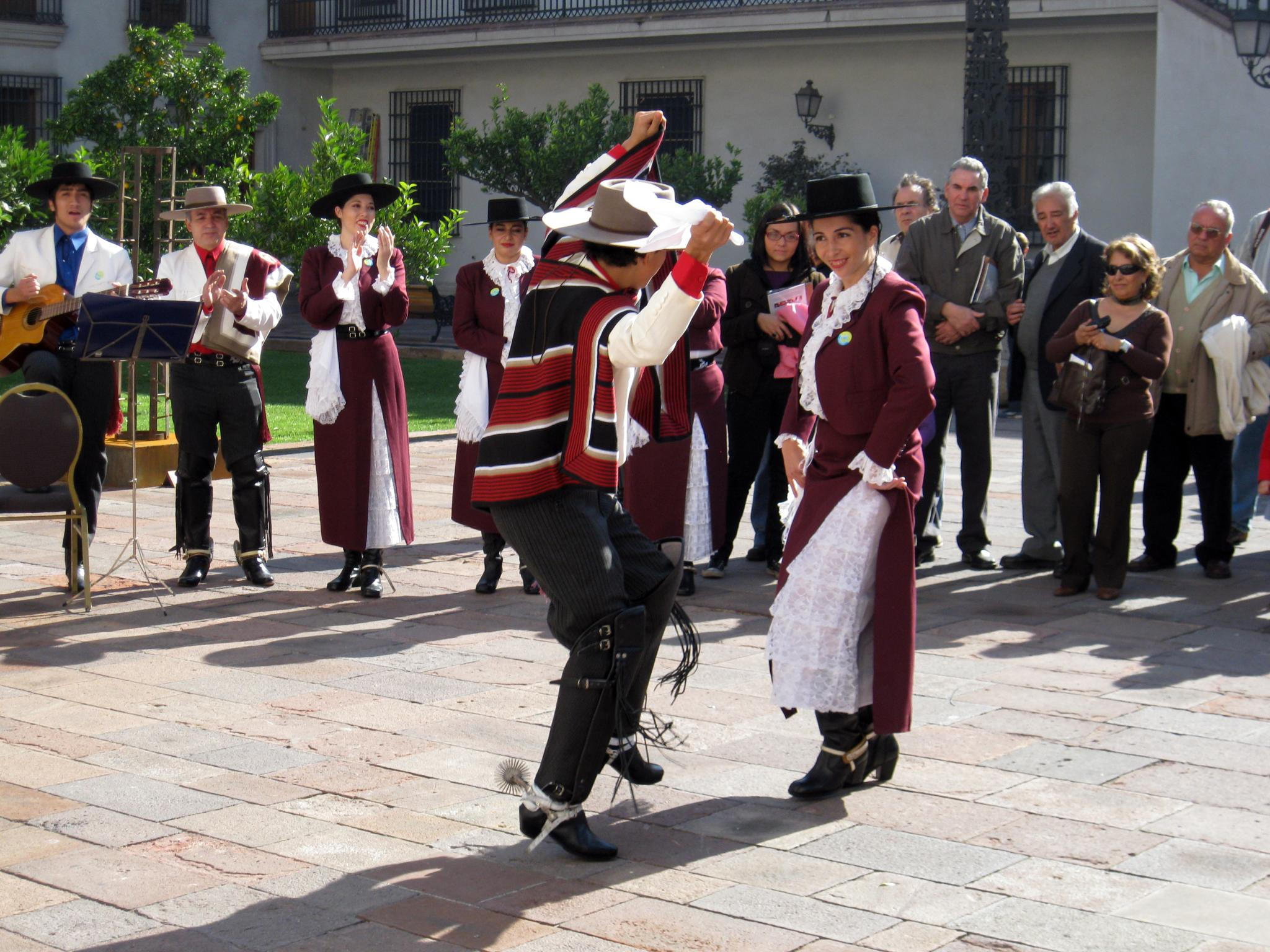
Куека

Вважається, що перші гаучо з'явилися у XVII ст. і були здебільшого молодими креолами і метисами. Гаучо вели кочовий спосіб життя і вільно жили на землях від північної Патагонії до Ріу-Гранді-ду-Сул, від Атлантичного океану до Анд. Формально гаучо не підкорялися жодній владі і випасали свою худобу на землях, які були колоніями Іспанії і Португалії, вільно перетинаючи кордони. Гаучо мали власний фольклор, специфічний одяг, вимову і звички. У XIX столітті гаучо складали більшість сільського населення пампасів, випасаючи рогату худобу і займаючись сільським господарством.
Чарльз Дарвін так описує гаучо:
Вони мають довге волосся нижче плечей, обличчя чорне від вітру, фетровий капелюх, чіріпа і чоботи зі шкіри кобили, довгий гострий ніж за спиною, який тримається на ремені, і їдять зазвичай смажене м'ясо, іноді додаючи до нього мате і цигарки.
Гаучо зазвичай зображують худими, сильними і рухливими, переважно мовчазними. Мова гаучо являла собою суміш архаїчної іспанської та індіанських мов з домішками африканських і португальських слів.
В аксіології гаучо найбільшими цінностями вважалися хоробрість, вірність і гостинність. Гаучо були вправними наїзниками. До наших часів збереглися деякі традиційні забави гаучо, усі вони пов'язані з майстерністю верхової їзди. Гаучо без коня переставав бути гаучо.

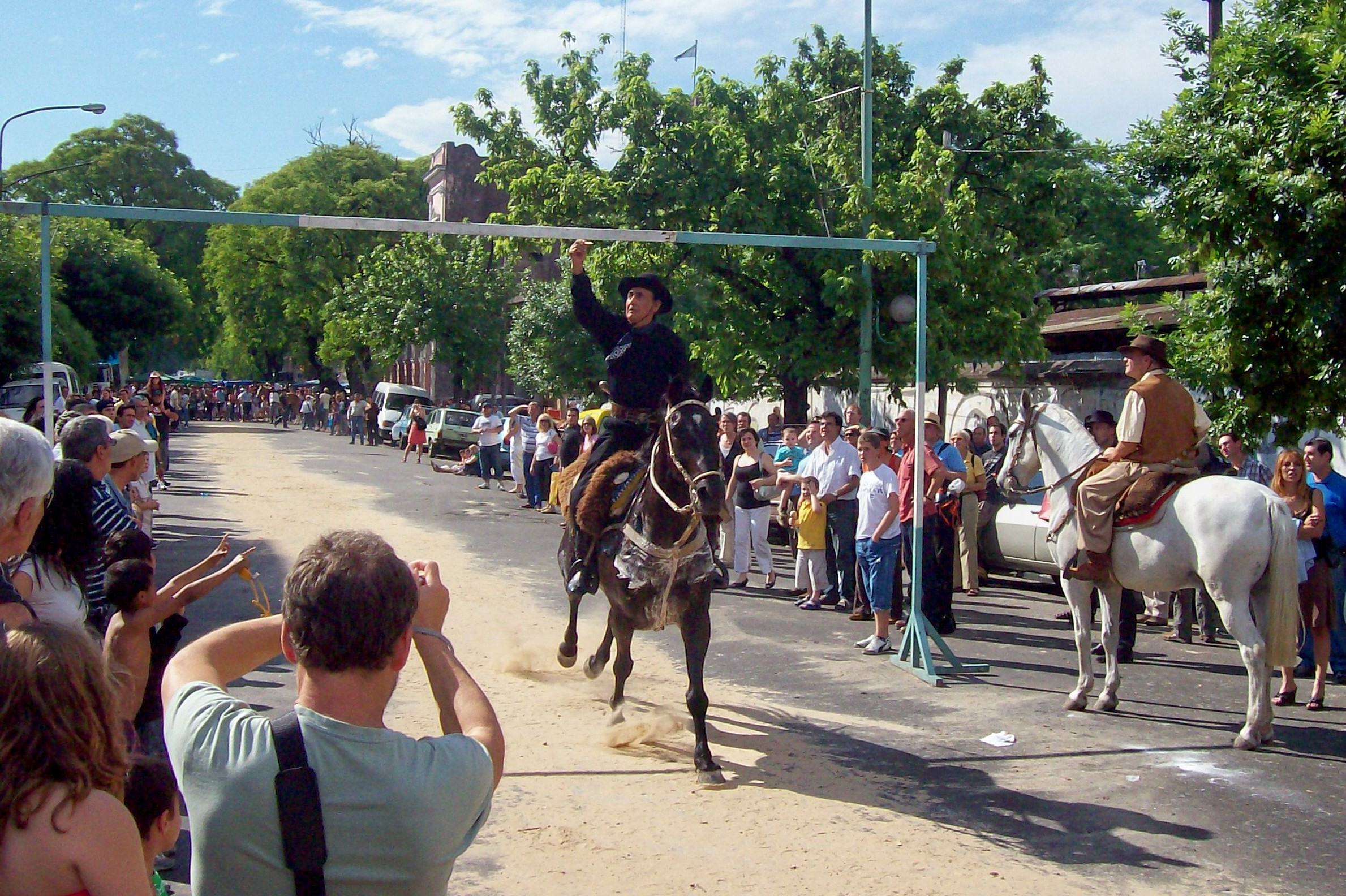
Корріда де сортіха - традиційна забава гаучо
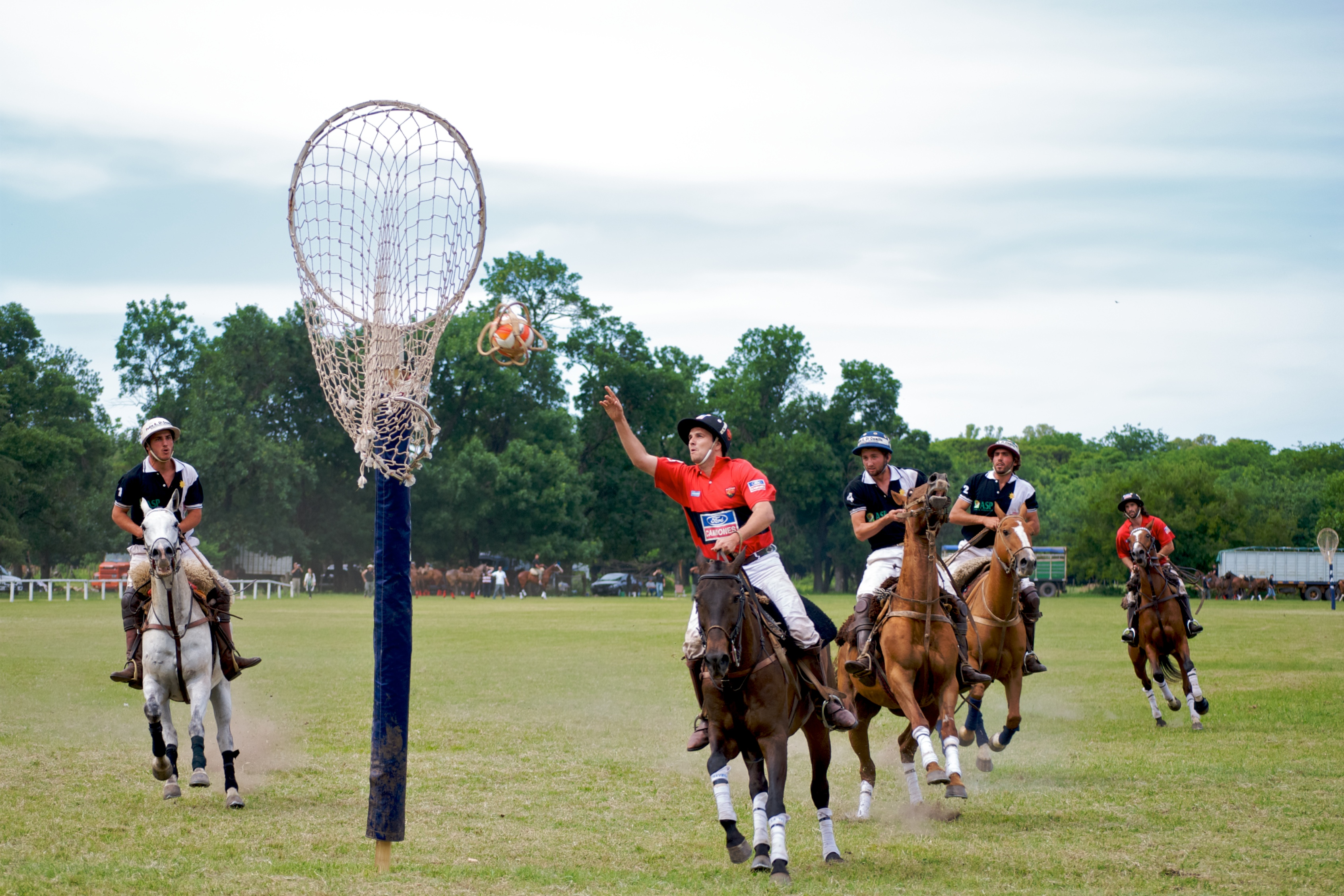
Пато - гра, яка походить від гаучо
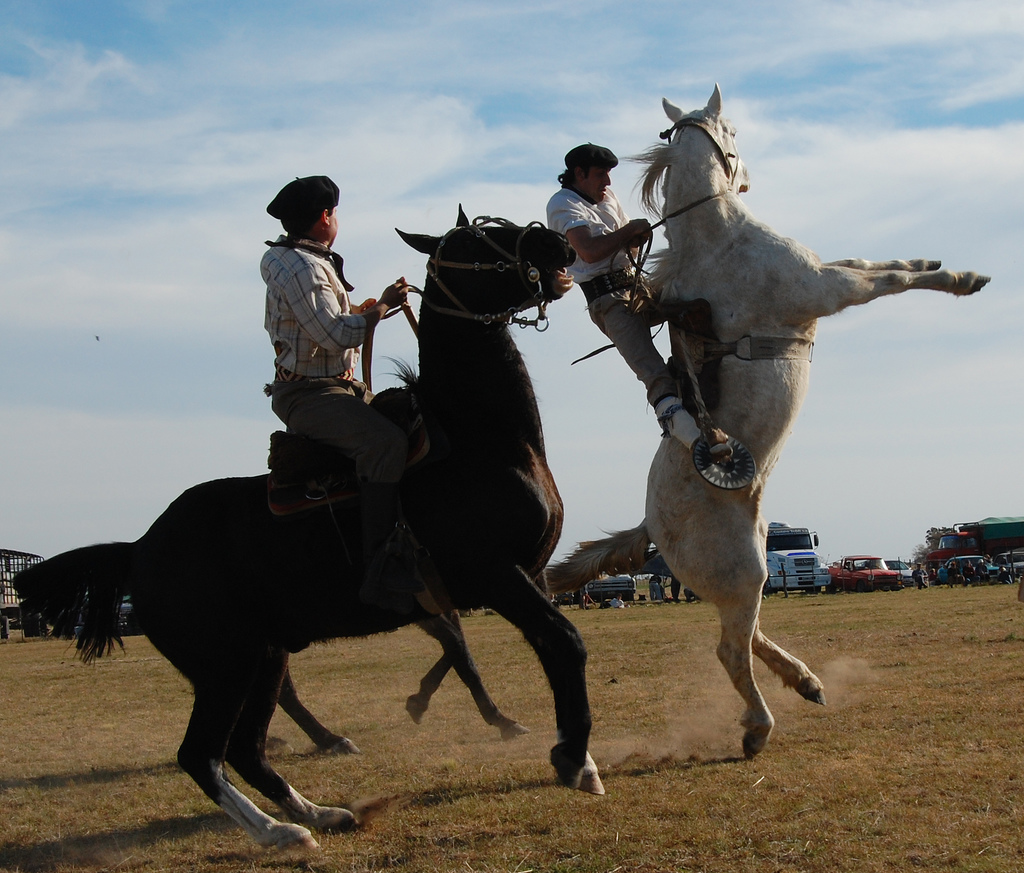
Гаучо демонструють свою майстерність

Основою харчування гаучо було м'ясо, здебільшого яловичина, рідше баранина. Гаучо їли практично будь-яке м'ясо, за винятком конини, собак та котів. Зазвичай м'ясо смажили, така страва називалася асадо. Також частиною раціону гаучо була кукурудзяна каша локро. Зараз обидві ці страви входять до традиційної аргентинської кухні. Традиційним напоєм гаучо був мате та алкогольний еневер.
Традиційними музичними інструментами гаучо були різновиди гітари. Під їх супровід співалися паяда — діалоги у віршах. Також гаучо мали типові танці — замбу, маламбо, куека.
- Замба
- Маламбо
- Куека

## Гаучо в історії і культурі

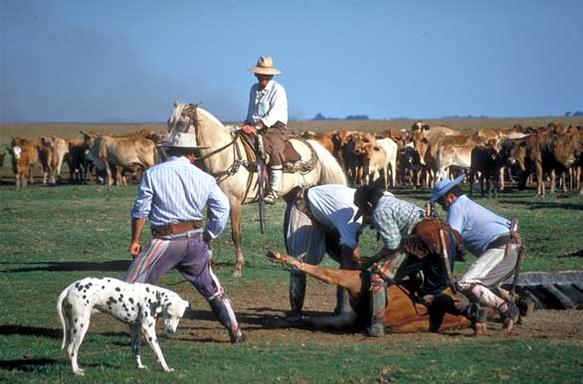
Гаучо у роботі, провінція Коррієнтес (Аргентина).

Гаучо стали однією з ключових фігур у Війні за незалежність Аргентини 1810—1825 років. Також гаучо брали участь у боротьбі за незалежність Уругваю і Болівії. Гаучо стали символом самостійницької ідеології і націоналізму у Південній Америці. Також вони стали одними з головних героїв літератури часів боротьби за незалежність від колонізаторів у регіоні. З гаучо походили багато каудільйо часів громадянських війн у Латинській Америці — харизматичних народних лідерів. Згодом вони утворили кістяк федералістської партії.
Література гаучо вважається початком аргентинської літератури. Найяскравішим прикладом літератури гаучо є епічна поема «Мартін Ф'єрро» (1872). День народження Хосе Ернандеса (10 листопада), автора цієї книги, відзначається в Аргентині як день традицій гаучо. Також день гаучо відзначають 6 грудня. У ці дні проводяться фестивалі, пов'язані з тематикою культури гаучо.